# Santa Maria de l'Obac
Santa Maria de l'Obac és una ermita del poble d'Erinyà, al municipi de Conca de Dalt, al Pallars Jussà, dins de l'antic terme de Toralla i Serradell.
Està situada al sud-oest del poble d'Erinyà, a la dreta del riu de Serradell, al principi de la pujada del camí que des d'Erinyà mena a Toralla. Es troba a l'extrem de llevant de l'Obac d'Erinyà.